# Мосейчук, Юрий Юрьевич
Юрий Юрьевич Мосейчук (род. 21 апреля 1971, Пистинь, Ивано-Франковская область) — украинский футбольный судья. Арбитр ФИФА, который обслуживал игры Премьер-лиги Украины и Лиги Европы УЕФА. Заведующей кафедрой физической культуры та основ здоровья Черновицкого национального университета имени Юрия Федьковича. Кандидат наук по физическому воспитанию и спорту (2009). Отличник образования Украины (2009). Доктор педагогических наук (2018). Заслуженный работник физической культуры и спорта Украины (2020).

## Биография
Окончил Снятинский сельскохозяйственный техникум по специальности «Механизация» (1990).
В 1995 году окончил биологический факультет Черновицкого национального университета и получил квалификацию по специальности «Агрохимия и почвоведение».
В 2002 году окончил Каменец-Подольский педагогический университет, учился на факультете физического воспитания по специальности «Педагогика и методика среднего образования. Физическая культура».
С 1998 года работает преподавателем кафедры физического воспитания Черновицкого национального университета. В 2002 году переведён на должность старшего преподавателя кафедры физической культуры и валеологии. На кафедре здоровья человека, спортивной рекреации и фитнеса работает с момента её основания. С 1 сентября 2008 года является исполняющим обязанностей заведующего кафедрой.
В марте 2009 года защитил кандидатскую диссертацию по специальности «Физическая культура, физическое воспитание разных групп населения», для получения научной степени кандидата наук по физическому воспитанию и спорту.
В 2018 году защитил докторскую диссертацию по специальности «Тория и методика профессионального образования», для получения научной степени доктора педагогических наук.
Активно занимается научной работой. Выпустил 4 учебно-методические рекомендации. Публикуется в отечественных и зарубежных журналах. Имеет публикации со студентами, участвует с публикациями в международных и всеукраинских научно-практических конференциях. Руководит научными работами студентов.
С 1993 года судил любительские турниры Региональной лиги, с 1996 года — матчи ДЮФЛ и Любительского чемпионата Украины. С 2000 года работал во второй лиге, с 2002 перешёл в первую. В 2004 году 33-летний судья дебютировал в Премьер-лиге. После 11 лет высшелигового судейства, в декабре 2015 года принял решения об окончании карьеры арбитра в связи с неудовлетворительным физическим состоянием. На протяжении своей карьеры представлял город Черновцы. Входит в клуб Сергея Татуляна
Кандидат в мастера спорта по футболу.

## Награды
- Почётная грамота комитета физического воспитания и спорта Министерства образования и науки Украины (2006)
- Почётная грамота Министерства образования и науки Украины (2007)
- «Отличник образования Украины» (2009)
- «Заслуженный работник физической культуры и спорта Украины» (2020)[1].

## Личная жизнь
Увлечения: рыболовство.
Женат, имеет дочь и сына.